# Ayar Uchu
Ayar Uchu o Ucho è uno dei componenti maschili della leggenda dei Fratelli Ayar, il mito più importante dei racconti ancestrali degli Inca.
Nel mito in questione compaiono quattro fratelli e quattro sorelle. I nomi dei fratelli sono Ayar Manco, Ayar Cachi, Ayar Uchu e Ayar Auca. quelli delle sorelle Mama Ocllo, Mama Huaco, Mama Cura e Mama Rahua. gli otto personaggi nascono già adulti e provvisti di ogni avere, uscendo da una finestra (Capatoco, finestra ricca) situata su un colle di nome Tambotoco, casa delle finestre. La finestra da cui sono usciti e centrale rispetto ad altre due da cui escono altre genti che diverranno i loro sudditi. La loro origine è divina e devono la loro creazione a Viracocha per alcuni, a Inti il dio Sole per altri. Quale che sia la divinità, questa li considera suoi figli e intende, tramite loro,  rigenerare il genere umano. Il colle di Tambotoco è situato in una contrada chiamata Pacaritambo che in Lingua quechua significa casa di produzione e, da quella contrada, i futuri Inca muoveranno alla ricerca di terre fertili in cui costituire la loro città.
I quattro fratelli si ridurranno a tre per la necessaria eliminazione di uno di essi, il possente, ma instabile Ayar Cachi che con la sua forza incontrollata minacciava la tranquillità di tutta la compagnia. Dopo lunghe peregrinazioni giungeranno infine nella zona del Cuzco e scopriranno di essere arrivati nel luogo del loro destino.
Nel sito sorgeva un colle e proprio in questo colle aveva termine uno dei bracci di un enorme arcobaleno che si palesò in tutta la sua magnificenza. Ayar Uchu corse sul colle per prenderne possesso in nome del favorevole auspicio, ma mal gliene incolse, perché si trovò tramutato in pietra. La trasformazione non fu però istantanea ed egli ebbe il tempo di rivolgersi ai suoi fratelli.
Il suo fu un accorato appello a  tributargli, in futuro, un onore divino. Sentiva di essere trasformato in huaca e desiderava che il monolito che da allora in poi lo avrebbe rappresentato fosse il santuario più venerato dai discendenti dei suoi più fortunati fratelli.
Manco e Ayar Auca promisero e in suo onore sentenziarono che la roccia che ormai racchiudeva Ayar Uchu venisse chiamata Huanacauri e che alla sua base venisse celebrato il rito di passaggio dalla pubertà che, da allora in poi, sarebbe stato il segno di iniziazione della classe degli Inca.
Il rito di iniziazione detto huarachico, rappresentò, in effetti, fino alla fine dell'impero il riconoscimento solenne che gli Inca tributarono alla huaca di Huanacauri e conservò sempre una ritualità complessa ed importante. Sotto la sacra roccia i giovani nobili del Cuzco compivano i loro riti affrontando prove, anche cruente, della durata di alcuni giorni, sottoponendosi a digiuni prolungati e a fustigazioni dolorose. Solo dopo aver superato queste prove venivano accettati nella schiera dei nobili e la cerimonia terminava con la foratura dei lobi auricolari e l'introduzione nei fori sanguinanti di quei dischi d'oro che distinguevano gli Inca dalle altre etnie.
Secondo i dizionari di quechua antico, Ayar significa "quinua silvestre" e Uchu "peperoncino". Gli esperti di storia inca ritengono pertanto che il mito in questione avesse riferimento con l'introduzione di particolari tecniche agricole precedentemente sconosciute sulle Ande.